# Set Your Goals
Set Your Goals ist eine US-amerikanische Band aus Walnut Creek, Kalifornien. Ihre Musik ist dem melodisch gespielten Hardcore Punk, dem sogenannten Melodic Hardcore zuzuordnen, sowie dem Genre des Pop-Punk.

## Geschichte
Set Your Goals gründete sich 2004. Gründer und der heutige Kern der Gruppe sind die beiden Sänger Matt Wilson und Jordan Brown sowie der Schlagzeuger Michael Ambrose. Der Bandname stammt von der Hardcore-Band CIV, deren erstes Album den Titel Set Your Goals trug.
Ihre erste EP, Set Your Goals, wurde von Straight On Records vertrieben. 2006 unterschrieben sie bei Eulogy Recordings. Mit neuem Label und dem Producer Barrett Jones, der unter anderem mit Nirvana gearbeitet hatte, wurde das Album Mutiny! entwickelt. In der Folge tourten sie mit Bands wie Anti-Flag, Alexisonfire und Ignite und spielten die gesamte Vans Warped Tour 2008.
Im August 2008 kauften sie sich für geschätzte 125.000 $ aus ihrem Vertrag mit Eulogy Records heraus. Grund hierfür waren Streitigkeiten um Gewinnverteilung zwischen Band und Plattenlabel. Im März 2009 unterschrieben sie dann bei Epitaph Records. Im Juli 2009 veröffentlichten sie das Album This Will Be the Death of Us. Unterstützt wurden sie hierbei durch Producer Mike Green, welcher zuvor mit Bands wie Paramore und The Matches gearbeitet hatte. Anschließend tourte Set Your Goals unter anderem mit Bands wie All Time Low und Four Year Strong. Sie haben die gesamte Vans Warped Tour 2010 gespielt.

## Stil
Set Your Goals spielt Melodic Hardcore, welcher durch Pop-Punk beeinflusst wird. Sänger Matt Wilson sieht die Band musikalisch in einer Grauzone zwischen Hardcore-Punk und Rock.
Die Mitglieder der Band fühlen sich noch der Hardcore-Szene zugehörig (Matt Wilson: „We love Hardcore music still and we are very proud of that.“).
Einzigartig für das Genre ist, dass Set Your Goals über zwei Leadsänger verfügt. Dies mache die Musik dynamisch und fördere die Interaktion mit dem Publikum bei Live-Auftritten, so Jordan Brown.
Die Texte der Band handeln prinzipiell von Alltagsproblemen (Jordan Brown: „real topics“) und vermitteln eine positive Lebenseinstellung. Dies ist nicht zuletzt auf die Straight-Edge-Überzeugung einiger Bandmitglieder zurückzuführen.
Das Portal answers.com vergleicht Set Your Goals mit Bands wie New Found Glory, Gorilla Biscuits und CIV. Die Band gibt unter anderem Strike Anywhere, Gorilla Biscuits und Kid Dynamite als Einfluss an.

## Diskografie
Alben
- 2006 Mutiny! (Eulogy Recordings)
- 2009 This Will Be the Death of Us (Epitaph Records)
- 2011 Burning at Both Ends (Epitaph Records)

EPs
- 2004 Set Your Goals (Straight on Records)
- 2006 Reset (Straight on Records)